# Diores miombo
Diores miombo är en spindelart som beskrevs av Rudy Jocqué 1990. Diores miombo ingår i släktet Diores och familjen Zodariidae.
Artens utbredningsområde är Malawi. Inga underarter finns listade i Catalogue of Life.